# Craspedacusta sichuanensis
Craspedacusta sichuanensis är en nässeldjursart som beskrevs av He och Zhi-Tong Kou 1984. Craspedacusta sichuanensis ingår i släktet Craspedacusta och familjen Olindiasidae. Inga underarter finns listade i Catalogue of Life.